# Broadway (Schriftart)

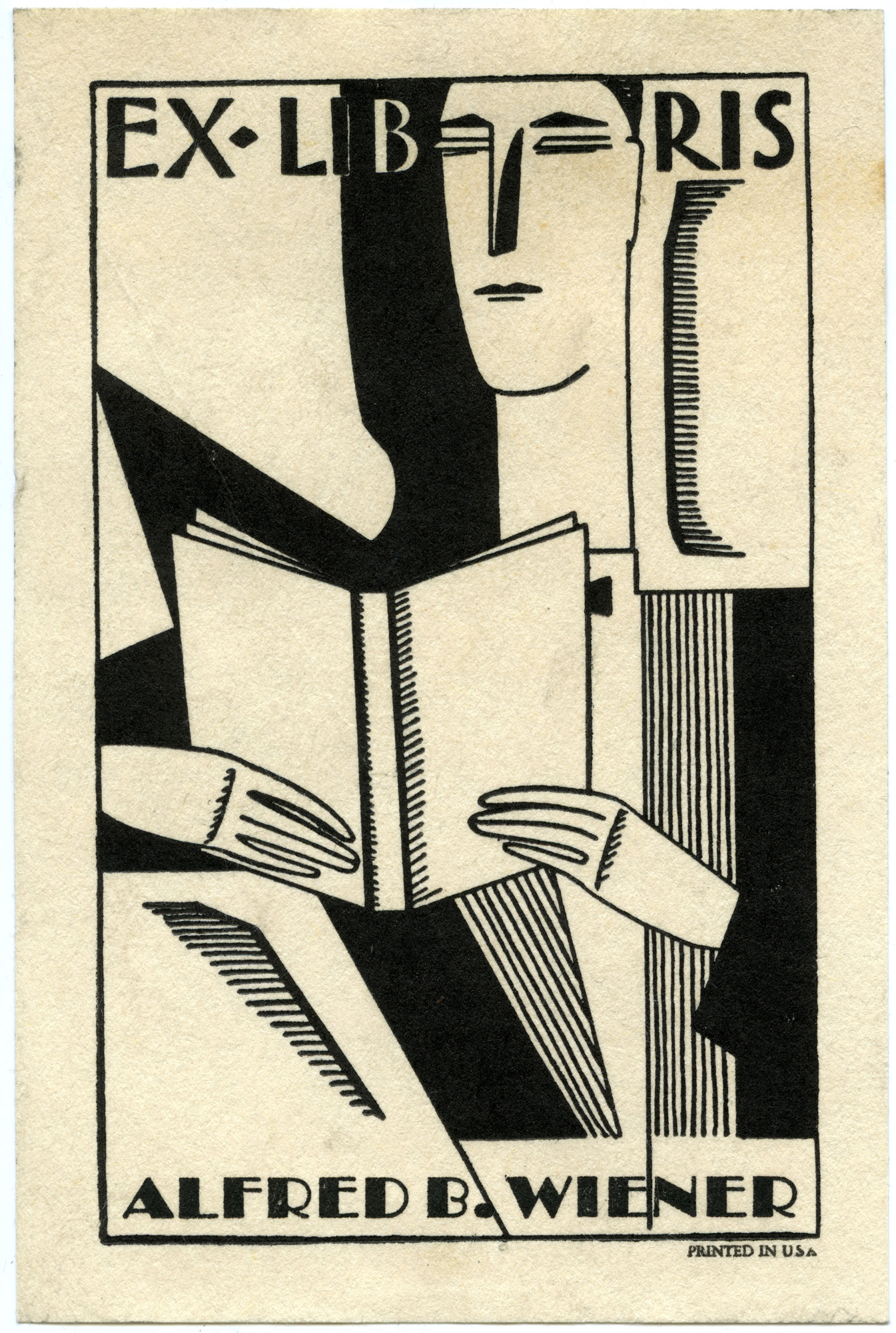
Die Schrift Broadway unten beim Namen Alfred Wiener

Broadway ist eine dekorative Schriftart, vielleicht die archetypische Art-déco-Schriftart. Die ursprüngliche Schrift wurde 1927 von Morris Fuller Benton für ATF als reine Großbuchstaben-Displayschrift entworfen. Sie erfreute sich zunächst langer Beliebtheit, bevor sie 1954 von ATF eingestellt wurde. In der Ära des Fotosatzes wurde sie wiederentdeckt und wird seitdem verwendet, um das Gefühl der 1920er und 1930er Jahre zu evozieren. Die Schrift wurde in den TV-Serien Rhoda, Mein Leben als Teenager-Roboter und Miami Vice verwendet.[Beleg erforderlich] Es wurden mehrere Varianten erstellt:
- Broadway (1928, Morris Fuller Benton, ATF), nur Großbuchstaben.
- Broadway Engraved (1928, Sol Hess, Monotype).
- Broadway (mit Kleinbuchstaben) (1929, Hess, Monotype).
- Broadway Condensed (1929, Benton, ATF).